# Asta
Asta é um género botânico pertencente à família Brassicaceae.